# Dicranota macracantha
Dicranota (Rhaphidolabis) macracantha là một loài ruồi trong họ Pediciidae. Chúng phân bố ở vùng sinh thái Palearctic.